# Palau Flangini
El Palau Flangini és un palau de Venècia, situat al barri de Cannaregio amb vistes al Gran Canal. Està situat al costat de l'església de Sant Geremia i no gaire lluny del Palau Labia.

## Història
Va ser construït al segle XVII per l'arquitecte Giuseppe Sardi, deixeble de Baldassarre Longhena. Pertanyent a la família Flangini d'origen xipriota, després de la mort de l'últim descendent, el cardenal Ludovico Flangini, el palau va passar a la família Panciera.

## Descripció
L'edifici té una façana llarga i estreta, però l'asimetria de la part frontal és clarament visible. L'arquitecte Giuseppe Sardi volia que la façana principal estigués dividida en tres ordres horitzontals per donar-li una sensació de simetria, però per raons misterioses mai va aconseguir la simetria que tant buscava. A la façana que dona al Gran Canal, presenta un portal d'aigua decorat amb dues figures masculines recolzades lànguidament sobre l'arc, dos pisos principals amb finestres laterals monolínies i tetralínies sostingudes per semi columnes compostes i jòniques que s'uneixen per balcons contigus en voladís i decorats amb capitells clau. A l'interior conserva elements arquitectònics de gran valor juntament amb precioses decoracions del segle XVIII.